# Hald Ege Skole
Hald Ege Skole er en folkeskole beliggende i Hald Ege i Viborg Kommune. Skolen blev grundlagt omkring år 1850 som Nonbo Skole. I de nuværende bygninger gik der i 2019 cirka 600 elever fordelt på 0. til 9. klasse.